# Люпин вузьколистий

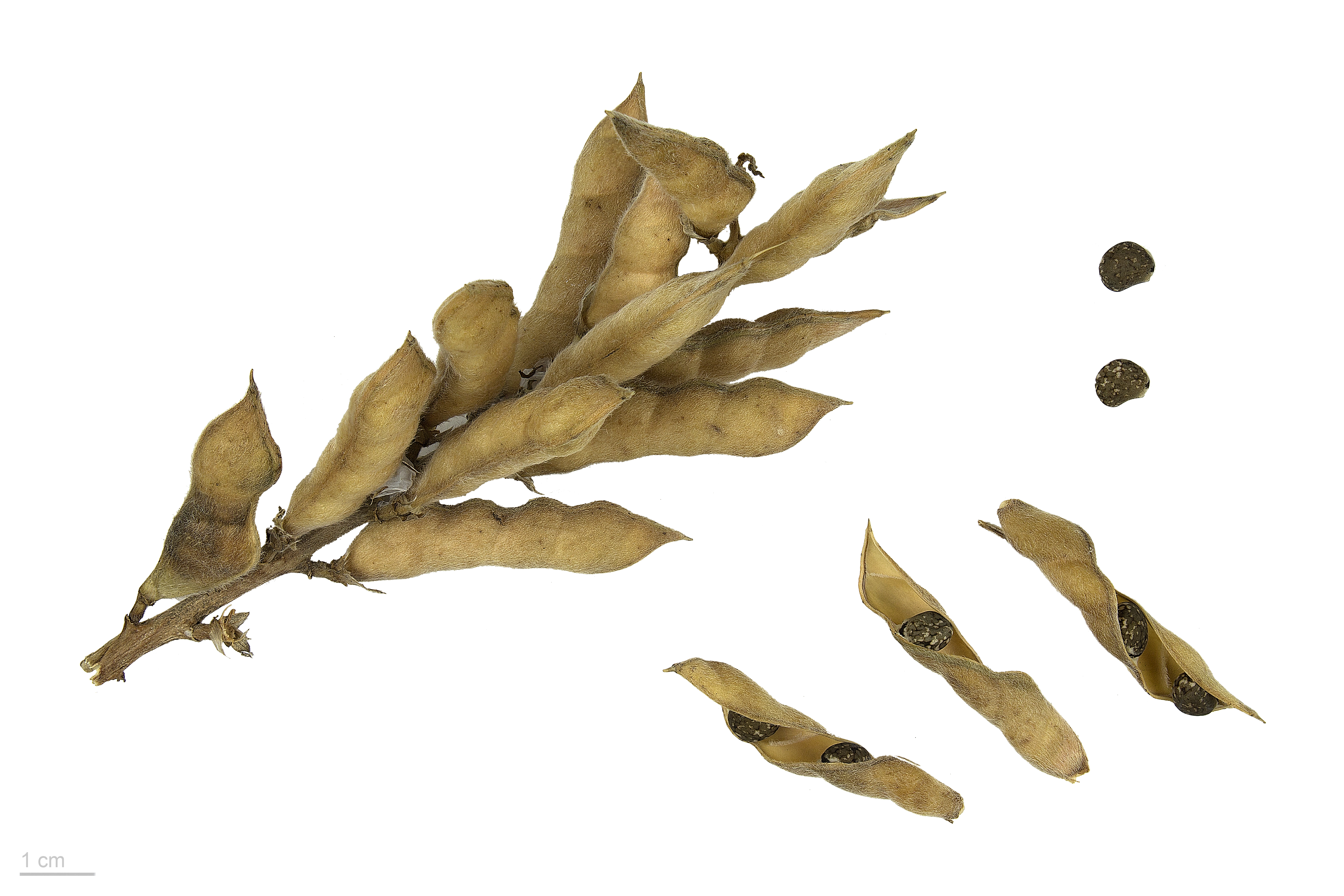
Lupinus angustifolius - Тулузький музей

Люпин вузьколистий, люпин синій (Lupinus angustifolius) — вид квіткових рослин родини бобові (Fabaceae). Це кормова культура.

## Опис
Стебло прямостояче, заввишки 50—120 см. Листки пальчастоскладні, чергові, з вузькими листочками, яких буває 5—11. Квітки метеликового типу, сині, зібрані в довгих верхівкових китицях, тичинки всі зрослися в трубочку. Маточка зігнута, захована в човнику. У люпинів переважає самозапилення, хоч може бути і перехресне запилення комахами. Плід — біб, трохи членистий, великий, бурий, на верхівці з колючкою, вкритий узором. Боби легко розтріскуються при дозріванні. Насінини бобовидні, сірі, із світлими плямочками. Корінь стрижневий, з великою кількістю бічних коренів, що глибоко ширяться в ґрунт і мають велику засвоювальну здатність. Бульбочки в люпину великі; вони вкривають як головний корінь, так і бічні. Синій люпин має видатну азотозасвоювальну здатність.

## Значення
Синій люпин найчастіше вирощують в пару на зелене добриво. Схожі з ним люпин жовтий і люпин білий. Особливо важливого значення набирають безалкалоїдні форми люпинів, використовувані на корм тваринам

## Поширення
Рослина широко поширена у всіх середземноморських країнах, а також в Малій Азії, Закавказзі та Ірані. Інтродукований в Південній Африці і Південно-Західній Австралії. Широко культивується в Північній Європі (Німеччині, Нідерландах, Польщі, Східній Європі), у південно-східній частині США та в Новій Зеландії.